# Sân bay Gia Lâm
Sân bay Gia Lâm (ICAO: VVGL) là sân bay cấp II, thuộc phường Phúc Đồng, quận Long Biên, cách trung tâm thành phố Hà Nội 8 km.
Vào năm 2022, sân bay Gia Lâm được lựa chọn để tổ chức Triển lãm Quốc phòng quốc tế Việt Nam lần đầu tiên.

## Đặc tính kỹ thuật
- Chiều dài đường cất hạ cánh: chính 2.000 m; phụ: 1.200 m
- Chiều rộng đường cất hạ cánh: chính 45 m, phụ 20 m
- Kích thước đường lăn chính: 1.450 x 20 m
- Kết cấu đường cất hạ cánh: bê tông xi măng - bê tông nhựa
- Sân đỗ máy bay: 2 chiếc
- Sân chứa máy bay: 20 chiếc

## Đặc điểm khai thác
Đây là sân bay chính của Hà Nội trước năm 1975. Sau năm 1975, sân bay này đã được thay thế bằng Sân bay Quốc tế Nội Bài. Hiện nay, sân bay Gia Lâm dành cho hoạt động bay huấn luyện và bay taxi phục vụ các chuyến du lịch bằng máy bay trực thăng.

## Định hướng phát triển
Cục Hàng không Việt Nam cho biết, sẽ quy hoạch sân bay Gia Lâm để đến sau năm 2015, sân bay này sẽ thành ga hàng không giá rẻ để đáp ứng yêu cầu mở rộng thị trường. Tuy nhiên, vào năm 2020, Nhà nước đã bãi bỏ việc này.